# پاتریک رایشلت
پاتریک رایْشِلْت (آلمانی: Patrick Reichelt؛ زادهٔ ۱۵ ژوئن ۱۹۸۸) بازیکن فوتبال فیلیپینی زادهٔ آلمان است.
از باشگاه‌هایی که در آن بازی کرده‌است می‌توان به باشگاه فوتبال گلوبال سبو، باشگاه فوتبال سئرس نیگروس، باشگاه فوتبال انرژی کوتبوس، و باشگاه فوتبال پورت اف‌سی اشاره کرد.
وی همچنین در تیم ملی فوتبال فیلیپین بازی کرده‌است.